# Barchon
Barchon (în valonă Bårhon) este o secțiune a comunei belgiene Blegny, situată în Regiunea Valonă, în provincia Liège. A fost o comună independentă de la separarea sa de Cheratte la 16 aprilie 1879 până la fuziunea comunelor din 1977.

## Istorie

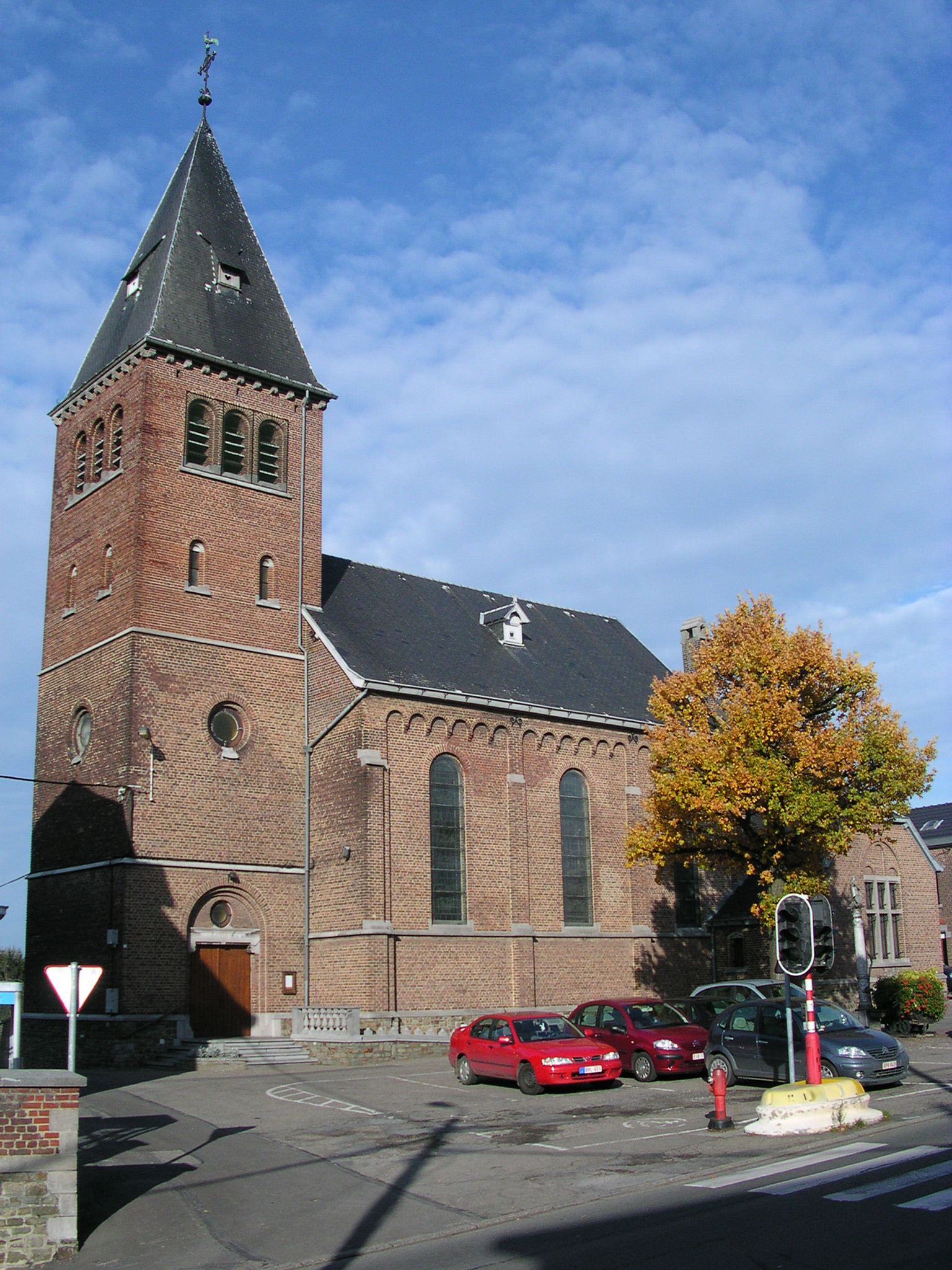
Biserica Saint-Clément

În 1888, generalul Henri Alexis Brialmont a construit chiar în Barchon fortul Barchon, care a făcut parte din centura fortificată, o centură alcătuită din forturi în jurul orașului Liège. Ruinele fortului sunt încă vizibile astăzi. Acesta rămâne un loc de plimbare și vizitare. Unele activități, precum alpinismul și târgurile de vechituri, sunt uneori organizate aici.
La 14 august 1914, Regimentul 85 Infanterie al armatei imperiale germane a împușcat 32 de civili și a distrus 110 case în cadrul atrocităților comise de germani la începutul invaziei.
Tineretul din Barchon organizează tradițional sărbătoarea satului în weekendul Rusaliilor.

## Demografie
Surse: INS, Observație: 1831 până în 1970 = recensăminte, 1976 = numărul locuitorilor la 31 decembrie.